# Copa Simón Bolívar 2022 (Bolivia)
La Copa Simón Bolívar 2022 fue la 34.ª edición del principal torneo de ascenso del fútbol boliviano. Participaron un total 34 clubes de la Tercera División. Por primera vez en su historia, Vaca Díez logró el campeonato y ascenso a Primera División, mientras que Libertad Gran Mamoré disputó el ascenso indirecto ante Universitario (USFX).
El torneo se inició el 23 de julio y finalizó el 24 de noviembre tras una serie de postergaciones por el Consejo de la División Aficionados que forzaron a jugar las semifinales y la final a partido único (a diferencia de las pasadas ediciones) en una sede neutral, Cochabamba.  Esto debido a los conflictos sociales que vivió el país y más concretamente, el departamento de Santa Cruz a causa de la postergación del censo poblacional 2024.

## Información del torneo

### Derechos de televisación
El 1 de marzo de 2021, se le otorgó finalmente los derechos de la televisación de los Campeonatos de las divisiones Profesional y Aficionado a la empresa Telecel S.A, propietaria del canal Tigo Sports, por un periodo de cuatro años, con una propuesta que incluye la televisación de un monto de 50 partidos destinados a la División Aficionados por año, dentro de los se encuentran partidos relacionados con las selecciones interdepartamentales, el campeonato máximo de la división femenina: la "Copa Simón Bolivar Femenina"; y también la Copa Simón Bolívar de la segunda división masculina, desde la temporada 2022. La cantidad de los partidos de la Copa Simón Bolívar 2022 a televisarse por la cadena son 50 partidos.
| Canal | Partidos | Elección |
| ----- | -------- | -------- |
|       | 50       | 1        |

### Montos de premiación
Con la venta de los derechos de televisación del torneo, la FBF definió la repartija de premios económicos en la misma cantidad que la temporada 2020: 
1.000 dólares para los equipos en la primera y segunda fases; 2.000 para los que consigan avanzar a la tercera, cuartos de final, semifinales y finales. El campeón y subcampeón obtendrán 10.000 dólares en total.

### Periodos de traspasos
Según un comunicado emitido por la Dirección de Competencias de la Federación el día 12 de enero de 2022, se determinó que la Apertura del Libro de Pases en las divisiones Profesional (Primera división) y Aficionados (Primeras "A" y Provinciales "A") se dividirá en dos: uno efectivo desde el 4 de enero hasta el 28 de marzo de cara a la Copa Bolivia, y otro efectivo desde el 8 de junio hasta el 6 de julio, preferiblemente para encarar el inicio del Torneo Clausura y la Copa Simón Bolívar.

### Sistema de torneo
La modalidad del sistema del torneo se mantiene al de la temporada 2020, con la pequeña variación de la clasificación a la segunda fase, donde también participarán los mejores seis terceros de los grupos departamentales para conformar un total de 24 equipos, que se repartirán en otros nuevos ocho grupos donde clasificarán los primeros y segundos, y de ahí conformar los octavos de final.

## Clubes participantes

### Distribución geográfica de los clubes
En cursiva y negrita, los representantes respectivos de las ligas interprovinciales del departamento en cuestión.
| Departamento              | Club (y Condición)                                                                                         |
| ------------------------- | --- |
| Beni (ABF) 4 cupos        | Libertad Gran Mamoré Campeón del Torneo ABF Clausura 2021/22                                               |
| Beni (ABF) 4 cupos        | Alianza Beni F. C. Subcampeón del Torneo ABF Clausura 2021/22                                              |
| Beni (ABF) 4 cupos        | Universitario de Beni Tercer lugar del Torneo ABF Clausura 2021/22                                         |
| Beni (ABF) 4 cupos        | 3 de Febrero Campeón interprovincial 2022 - Beni                                                           |
| Chuquisaca (ACHF) 4 cupos | Mojocoya F. C. Campeón del Torneo ACHF 2022                                                                |
| Chuquisaca (ACHF) 4 cupos | Stormers Subcampeón del Torneo ACHF 2022                                                                   |
| Chuquisaca (ACHF) 4 cupos | Morro Municipal Tercer lugar del Torneo ACHF 2022                                                          |
| Chuquisaca (ACHF) 4 cupos | Real Candua Campeón interprovincial 2022 - Chuquisaca                                                      |
| Cochabamba (AFC) 4 cupos  | Nueva Cliza Primer lugar en la tabla acumulada Torneo AFC 2022 a la fecha 10                               |
| Cochabamba (AFC) 4 cupos  | Enrique Happ Segundo lugar en la tabla acumulada Torneo AFC 2022 a la fecha 10                             |
| Cochabamba (AFC) 4 cupos  | Cochabamba F. C. Tercer lugar en la tabla acumulada Torneo AFC 2022 a la fecha 10                          |
| Cochabamba (AFC) 4 cupos  | Real Mizque Campeón interprovincial 2022 - Cochabamba                                                      |
| La Paz (AFLP) 4 cupos     | Deportivo FATIC Campeón del Torneo Único AFLP 2021                                                         |
| La Paz (AFLP) 4 cupos     | Unión Maestranza Subcampeón del Torneo Único AFLP 2021                                                     |
| La Paz (AFLP) 4 cupos     | ABB Tercer lugar del Torneo Único AFLP 2021                                                                |
| La Paz (AFLP) 4 cupos     | GAM Sica Sica Campeón interprovincial 2022 - La Paz                                                        |
| Oruro (AFO) 4 cupos       | Deportivo Shalon Campeón del Torneo AFO 2022                                                               |
| Oruro (AFO) 4 cupos       | SUR-CAR Subcampeón del Torneo AFO 2022                                                                     |
| Oruro (AFO) 4 cupos       | CDT Real Oruro Tercer lugar del Torneo AFO 2022                                                            |
| Oruro (AFO) 4 cupos       | Municipal Challapata Campeón interprovincial 2022 - Oruro                                                  |
| Pando (APF) 3 cupos       | Mariscal Sucre Campeón del Torneo APF 2022                                                                 |
| Pando (APF) 3 cupos       | Vaca Díez Subcampeón del Torneo APF 2022                                                                   |
| Pando (APF) 3 cupos       | Libertad F. C. Tercer lugar del Torneo APF 2022                                                            |
| Potosí (AFP) 4 cupos      | Wilstermann Cooperativas Campeón del Torneo AFP Apertura 2021/22                                           |
| Potosí (AFP) 4 cupos      | Deportivo JUVA Subcampeón del AFP Apertura 2021/22                                                         |
| Potosí (AFP) 4 cupos      | Deportivo Cervecería Vencedor repechaje Tercer lugar del AFP Apertura 2021/22 y Subcampeón Interprovincial |
| Potosí (AFP) 4 cupos      | 23 de Marzo Campeón interprovincial 2022 - Potosí                                                          |
| Santa Cruz (ACF) 4 cupos  | Destroyer's Campeón del Torneo ACF Clausura 2021                                                           |
| Santa Cruz (ACF) 4 cupos  | Argentinos Juniors Subcampeón del Torneo ACF Clausura 2021                                                 |
| Santa Cruz (ACF) 4 cupos  | 24 de Septiembre Tercer lugar del Torneo ACF Clausura 2021                                                 |
| Santa Cruz (ACF) 4 cupos  | Atlético Warnes Campeón Interprovincial 2022 - Santa Cruz                                                  |
| Tarija (ATF) 3 cupos      | García Agreda Campeón del Torneo ATF Apertura 2022                                                         |
| Tarija (ATF) 3 cupos      | Atlético Bermejo Subcampeón del Torneo ATF Apertura 2022                                                   |
| Tarija (ATF) 3 cupos      | Comercio Bermejo F. C. Campeón interprovincial 2022 - Tarija                                               |

### Información de los clubes
Los equipos participantes se clasificarán a lo largo del año a través de las competiciones departamentales llevadas a cabo entre las gestiones 2021 y 2022. En cursiva, los equipos debutantes en la competición.
| Club                                                  | Entrenador               | Ciudad                  | Estadio                          | Capacidad    | Patrocinador                                 |
| ----------------------------------------------------- | ------------------------ | ----------------------- | -------------------------------- | ------------ | -------------------------------------------- |
| Club Deportivo FATIC                                  | José Enrique Peña        | El Alto                 | Municipal de El Alto             | 25 000       | Terrenos San Francisco                       |
| Club Unión Maestranza de Viacha                       | Fernando Chávez          | Viacha                  | Municipal "Jayu P'uchu"          | 4 000        | Bandera de Bolivia                           |
| Academia del Balompié Boliviano (ABB)                 | Luis Fernando Mollinedo  | La Paz                  | Hernando Siles                   | 41 143       | Maltín                                       |
| Club Deportivo y Cultural Destroyer's                 | Hernán Rodríguez         | Santa Cruz de la Sierra | Ramón Aguilera Costas            | 38.500       | Banco Ganadero                               |
| Club Deportivo Argentinos Juniors                     | Gabriel Ramírez          | Santa Cruz de la Sierra | Edgar Peña                       | 20 000       | Mega Center Cines                            |
| Club Deportivo 24 de Septiembre                       | Ronald Justiniano        | Santa Cruz de la Sierra | Municipal Andrés Ibáñez          | 3 000        | DAJOSHA                                      |
| Libertad Gran Mamoré Fútbol Club (F. C.)              | Christian Reynaldo       | Trinidad                | Gran Mamoré                      | 15 000       | SEDEDE                                       |
| Alianza Beni Fútbol Club (F. C.)                      | Roberto Aguilera Cholima | Trinidad                | Lorgio "Yoyo" Zambrano           | 5 000        |                                              |
| Club Deportivo Universitario del Beni                 | Milton Rodríguez         | Trinidad                | Lorgio "Yoyo" Zambrano           | 5 000        | Universidad Autónoma del Beni José Ballivián |
| Mojocoya Fútbol Club                                  | Javier Vega              | Villa de Mojocoya Sucre | Olímpico Patria                  | 30 000       | Medicor                                      |
| Club Deportivo SUR-CAR                                | Armando Ibáñez           | Oruro                   | Jesús Bermúdez                   | 33 000       | L.M.C S.A.                                   |
| Club Deportivo Shalon                                 | Daniel Gómez             | Oruro                   | Jesús Bermúdez                   | 33 000       | Willy's Athletic                             |
| Club Deportivo Mariscal Sucre                         | Jorge Klisman Vaca       | Cobija                  | Roberto Jordán Cuéllar           | 24 000       | SEFACON                                      |
| Club Deportivo Vaca Díez                              | Carlos Hurtado           | Cobija                  | Roberto Jordán Cuéllar           | 24 000       | Bandera de Bolivia                           |
| Club Atlético Morro Municipal                         | Jacob Carata             | Sucre                   | Olímpico Patria                  | 30 000       | Comercial JJ                                 |
| Club Deportivo Totora (CDT) Real Oruro                | Domingo Sánchez          | Oruro                   | Jesús Bermúdez                   | 33 000       | FOXMIM                                       |
| Libertad Fútbol Club (F. C.)                          | Diego Díaz               | Cobija                  | Roberto Jordán Cuéllar           | 24 000       | Langostine                                   |
| Stormer's Sporting Club                               | Ezequiel Rodríguez       | Sucre                   | Olímpico Patria                  | 30 000       | Cerveza Sureña                               |
| Club Deportivo Cultural 23 de Marzo                   | Bandera de Bolivia       | Llallagua               | Irineo Pimentel                  | 15 000       | YOMAR Sports                                 |
| Club 10 de Noviembre Wilstermann Cooperativas         | Ronald Villafuerte       | Potosí                  | Víctor Agustín Ugarte Potosí AFP | 28 000 7 000 | FEDECOMIN                                    |
| Club Deportivo Cultural Juvenil Valencia (JUVA)       | Luis Carvajal            | Potosí                  | Víctor Agustín Ugarte Potosí AFP | 28 000 7 000 | WS Sport                                     |
| Club Deportivo Teniente Coronel Rodolfo García Agreda | Luis Montellano          | Tarija                  | IV Centenario                    | 20 000       | Lubricantes Ipiranga                         |
| Club Deportivo Atlético Bermejo                       | Milton Maygua            | Bermejo                 | Fabián Tintilay                  | 5 000        | IAB S.A.                                     |
| Club Deportivo Cultural Atlético Warnes               | Fernando Suárez          | Warnes                  | Samuel Vaca                      | 6 000        | Banco Fassil                                 |
| Club Gobierno Autónomo Municipal (GAM) Sica Sica      | Néstor Raúl Orellana     | Sica Sica               | Municipal 4 de Julio             | 2 500        | Gobierno Autónomo Municipal de Sica Sica     |
| Club Deportivo Real Mizque                            | Bandera de Bolivia       | Mizque                  | Municipal de Aiquile             | 7 500        | Residencial Mavi                             |
| Comercio Bermejo Fútbol Club (F. C.)                  | Alberto Enríquez         | Bermejo                 | Fabián Tintilay                  | 5 000        | Buses Quirquincho                            |
| Club Deportivo Municipal Challapata                   | Bandera de Bolivia       | Challapata              | Hugo Palenque Sánchez            | 6 000        | Gobierno Autónomo Municipal de Challapata    |
| Club Deportivo Cervecería                             | Poldar Morales           | Potosí                  | Víctor Agustín Ugarte Potosí     | 28 000 7000  | Potosina Pilsener                            |
| Club Deportivo de Fútbol Real Candúa                  | Daniel Ayala             | Monteagudo              | Saúl Abdenur                     | 5 000        | Gobierno Autónomo Municipal de Monteagudo    |
| Club Deportivo Cultural Nueva Cliza                   | Hugo Albarracín          | Cliza                   | Municipal de Arbieto             | 15 000       | Mattador Sports                              |
| Deportivo 3 de Febrero Fútbol Club                    | Santos Amador            | Riberalta               | Enrique Giese                    | 4 000        | Center Sport                                 |
| Cochabamba Fútbol Club (F. C.)                        | Bernardo Aguirre         | Cochabamba              | Complejo Olympia                 | 2 000        | Comercial MÁFER Plásticos                    |
| Escuela de Fútbol Enrique Happ                        | Bandera de Bolivia       | Entre Ríos              | Municipal de Entre Ríos          | 12 000       | Representaciones Llave                       |
| Actualizado al 24 de noviembre de 2022                |                          |                         |                                  |              |                                              |

### Desistencias
- Equipo Provincial de Pando, el campeonato interprovincial de Pando quedó desierto, al no existir equipos ni tampoco alguna Liga Municipal que al menos esté afiliada a la AFP. Por 8° año consecutivo, Pando no tendrá representante provincial, la última vez que se tuvo un campeón provincial fue en 2014 donde Municipalidad de Porvenir representó a Pando en el Torneo Nacional Interprovincial 2014[5]
- Ciclón: El club se encontraba clasificado al certamen en calidad de campeón del Torneo Clausura 2021 de la ATF habiendo ganado el cupo de Tarija 1, pero días antes del inicio del torneo fue inhabilitado por la Dirección de Competiciones de la FBF debido al incumplimiento del pago de adeudo a la Federación durante su etapa en la Primera División en la temporada 2015-16. El  memorándum del comunicado tiene varias observaciones interpuestas por el mismo club y la Asociación Tarijeña de Fútbol, argumentando que los documentos se encuentran en orde y que este incumplimiento no podría hacerse efectivo débido a que no fue solicitado cuando Ciclón jugó la edición 2017 de la Copa Simón Bolívar, con lo que anunciaron que apelarían al comunicado y buscarían la reincorporación del club al torneo.[6][7]

#### Cambios de entrenadores durante la Copa
| Equipo | Pos. | Entrenador Saliente | Último Partido | Fecha | Entrenador Sucesor | Fecha Debut |
| ------ | ---- | ------------------- | -------------- | ----- | ------------------ | ----------- |
|        | 7°   | Bandera de ?        | - : -          |       | Bandera de ?       |             |

### Jugador categoría Sub-20
El Consejo de la División Profesional aprobó la inclusión obligatoria de un jugador de la categoría sub-20 durante 90 minutos.

### Jugadores categoría Sub-28
Edad máxima de 28 años en todos los planteles, se pueden tener un máximo de 3 jugadores mayores de 28 años.

### Jugadores extranjeros
Cada equipo pudo incluir dentro de su lista un máximo de cuatro jugadores extranjeros ,permitiéndose un máximo de 3 jugadores extranjeros simultáneos en cancha. Los jugadores extranjeros que posean nacionalidad boliviana, pueden ser inscritos como jugadores bolivianos, pero en el terreno de juego cuentan como extranjeros. Los jugadores extranjeros que tengan uno o los dos padres bolivianos, son bolivianos en las listas y en el terreno de juego. Durante el período de fichajes los equipos pueden tener más de 4 jugadores extranjeros en sus filas siempre y cuando el jugador no esté inscrito reglamentariamente.

## Fase regional

### Grupo 1 - Beni (ABF)
| Pos. | Equipo                 | Pts. | PJ | PG | PE | PP | GF | GC | DG  |
| ---- | ---------------------- | ---- | -- | -- | -- | -- | -- | -- | --- |
| 1.°  | Libertad Gran Mamoré   | 12   | 6  | 4  | 0  | 2  | 18 | 4  | 14  |
| 2.°  | Universitario del Beni | 10   | 6  | 3  | 1  | 2  | 10 | 9  | 1   |
| 3.°  | Alianza Beni F. C.     | 7    | 6  | 2  | 1  | 3  | 8  | 18 | -10 |
| 4.°  | 3 de Febrero           | 6    | 6  | 2  | 0  | 4  | 7  | 12 | -5  |

| Local                 | Resultado | Visitante             | Estadio                          | Fecha              | Canal TV |
| Alianza Beni F. C.    | 0:5       | Libertad Gran Mamoré  | Lorgio "Yoyo" Zambrano, Trinidad | 27 de julio, 18:00 |          |
| Universitario de Beni | 2:0       | 3 de Febrero          | Lorgio "Yoyo" Zambrano, Trinidad | 27 de julio, 20:00 |          |
| Libertad Gran Mamoré  | 1:2       | 3 de Febrero          | Gran Mamoré, Trinidad            | 29 de julio, 16:00 |          |
| Alianza Beni F. C.    | 1:1       | Universitario de Beni | Lorgio "Yoyo" Zambrano, Trinidad | 29 de julio, 20:00 |          |
| Universitario de Beni | 1:0       | Libertad Gran Mamoré  | Lorgio "Yoyo" Zambrano, Trinidad | 31 de julio, 16:00 |          |
| 3 de Febrero          | 1:0       | Alianza Beni F. C.    | Lorgio "Yoyo" Zambrano, Trinidad | 31 de julio, 19:00 |          |
| Libertad Gran Mamoré  | 8:1       | Alianza Beni F. C.    | Gran Mamoré, Trinidad            | 2 de agosto, 16:00 |          |
| 3 de Febrero          | 3:4       | Universitario de Beni | Lorgio "Yoyo" Zambrano, Trinidad | 2 de agosto, 20:00 |          |
| Universitario de Beni | 2:3       | Alianza Beni F. C.    | Lorgio "Yoyo" Zambrano, Trinidad | 4 de agosto, 18.00 |          |
| 3 de Febrero          | 0:2       | Libertad Gran Mamoré  | Lorgio "Yoyo" Zambrano, Trinidad | 4 de agosto, 20:00 |          |
| Libertad Gran Mamoré  | 2:0       | Universitario de Beni | Gran Mamoré, Trinidad            | 6 de agosto, 16:00 |          |
| Alianza Beni F. C.    | 3:1       | 3 de Febrero          | Lorgio "Yoyo" Zambrano, Trinidad | 6 de agosto, 19:00 |          |

| Evolución de las posiciones (Equipo / Fecha) | 1 | 2 | 3 | 4 | 5 | 6 |
| -------------------------------------------- | - | - | - | - | - | - |
| 3 de Febrero                                 | 3 | 2 | 2 | 3 | 3 | 4 |
| Alianza Beni                                 | 4 | 4 | 4 | 4 | 4 | 3 |
| Libertad Gran Mamoré                         | 1 | 3 | 3 | 2 | 2 | 1 |
| Universitario de Beni                        | 2 | 1 | 1 | 1 | 1 | 2 |

### Grupo 2 - Chuquisaca (AChF)
| Pos. | Equipo          | Pts. | PJ | PG | PE | PP | GF | GC | DG  |
| ---- | --------------- | ---- | -- | -- | -- | -- | -- | -- | --- |
| 1.°  | Stormers        | 16   | 6  | 5  | 1  | 0  | 23 | 3  | 20  |
| 2.°  | Mojocoya F. C.  | 12   | 6  | 3  | 0  | 2  | 11 | 8  | 3   |
| 3.°  | Morro Municipal | 7    | 6  | 2  | 1  | 3  | 11 | 6  | 5   |
| 4.°  | Real Candúa     | 0    | 6  | 0  | 0  | 6  | 4  | 32 | -28 |

| Local           | Resultado | Visitante       | Estadio                         | Fecha               | Canal TV |
| Morro Municipal | 6:0       | Real Candúa     | Olímpico Patria, Sucre          | 23 de julio, 13:30  |          |
| Mojocoya FC     | 0:2       | Stormers        | Olímpico Patria, Sucre          | 23 de julio, 15:30  |          |
| Real Candúa     | 0:3       | Stormers        | Defensores del Chaco, Muyupampa | 31 de julio, 15:00  |          |
| Morro Municipal | 1:2       | Mojocoya FC     | Olímpico Patria, Sucre          | 31 de julio, 15:00  |          |
| Mojocoya FC     | 5:3       | Real Candúa     | Olímpico Patria, Sucre          | 3 de agosto, 13:30  |          |
| Stormers        | 2:1       | Morro Municipal | Olímpico Patria, Sucre          | 3 de agosto, 15:15  |          |
| Real Candúa     | 0:2       | Morro Municipal | Defensores del Chaco, Muyupampa | 7 de agosto, 15:00  |          |
| Stormers        | 2:0       | Mojocoya FC     | Olímpico Patria, Sucre          | 7 de agosto, 15:00  |          |
| Stormers        | 13:1      | Real Candúa     | Olímpico Patria, Sucre          | 13 de agosto, 13:30 |          |
| Mojocoya FC     | 1:0       | Morro Municipal | Olímpico Patria, Sucre          | 13 de agosto, 15:15 |          |
| Real Candúa     | 0:3       | Mojocoya FC     | Hugo Abdelnur Sare, Monteagudo  | 20 de agosto, 15:00 |          |
| Morro Municipal | 1:1       | Stormers        | Olímpico Patria, Sucre          | 20 de agosto, 15:00 |          |

| Evolución de las posiciones (Equipo / Fecha) | 1 | 2 | 3 | 4 | 5 | 6 |
| -------------------------------------------- | - | - | - | - | - | - |
| Mojocoya F. C.                               | 3 | 3 | 2 | 3 | 2 | 2 |
| Morro Municipal                              | 1 | 2 | 3 | 2 | 3 | 3 |
| Real Candúa                                  | 4 | 4 | 4 | 4 | 4 | 4 |
| Stormers                                     | 2 | 1 | 1 | 1 | 1 | 1 |

### Grupo 3 - Cochabamba (AFC)
| Pos. | Equipo           | Pts. | PJ | PG | PE | PP | GF | GC | DG  |
| ---- | ---------------- | ---- | -- | -- | -- | -- | -- | -- | --- |
| 1.°  | Cochabamba F. C. | 12   | 6  | 3  | 3  | 0  | 9  | 7  | 2   |
| 2.°  | Enrique Happ     | 11   | 6  | 3  | 2  | 1  | 8  | 1  | 7   |
| 3.°  | Nueva Cliza      | 9    | 6  | 1  | 3  | 1  | 8  | 6  | 2   |
| 4.°  | Real Mizque      | 0    | 6  | 0  | 0  | 6  | 5  | 17 | -12 |

| Local            | Resultado | Visitante        | Estadio                         | Fecha              | Canal TV |
| Real Mizque      | 1:3       | Nueva Cliza      | Municipal Bicentenario, Aiquile | 23 de Julio 15:00  |          |
| Enrique Happ     | 0:1       | Cochabamba F. C. | Dr. Carlos Villegas, Entre Ríos | 23 de Julio 15:00  |          |
| Real Mizque      | 0:4       | Enrique Happ     | Municipal Bicentenario, Aiquile | 27 de Julio 15:00  |          |
| Nueva Cliza      | 1:1       | Cochabamba F. C. | Municipal, Arbieto              | 27 de julio 15:00  |          |
| Enrique Happ     | 2:1       | Nueva Cliza      | Dr. Carlos Villegas, Entre Ríos | 30 de Julio 15:00  |          |
| Cochabamba F. C. | 3:2       | Real Mizque      | San Juan Bosco, Villa Mexico    | 30 de Julio 15:00  |          |
| Cochabamba F. C. | 2:2       | Enrique Happ     | San Juan Bosco, Villa Mexico    | 6 de agosto 15:00  |          |
| Nueva Cliza      | 2:1       | Real Mizque      | Municipal, Arbieto              | 6 de agosto 15:00  |          |
| Cochabamba F.C.  | 0:0       | Nueva Cliza      | San Juan Bosco, Villa Mexico    | 14 de agosto 15:00 |          |
| Enrique Happ     | 3:0       | Real Mizque      | Dr.Carlos Villegas, Entre Ríos  | 14 de agosto 15:00 |          |
| Nueva Cliza      | 0:0       | Enrique Happ     | Municipal, Arbieto              | 20 de agosto 15:00 |          |
| Real Mizque      | 1:2       | Cochabamba F.C.  | Municipal Bicentenario, Aiquile | 20 de agosto 15:00 |          |

| Evolución de las posiciones (Equipo / Fecha) | 1 | 2 | 3 | 4 | 5 | 6 |
| -------------------------------------------- | - | - | - | - | - | - |
| Cochabamba F. C.                             | 2 | 2 | 1 | 1 | 2 | 1 |
| Enrique Happ                                 | 3 | 3 | 2 | 2 | 1 | 2 |
| Nueva Cliza                                  | 1 | 1 | 3 | 3 | 3 | 3 |
| Real Mizque                                  | 4 | 4 | 4 | 4 | 4 | 4 |

### Grupo 4 - La Paz (AFLP)
| Pos. | Equipo           | Pts. | PJ | PG | PE | PP | GF | GC | DG  |
| ---- | ---------------- | ---- | -- | -- | -- | -- | -- | -- | --- |
| 1.°  | Deportivo FATIC  | 18   | 6  | 6  | 0  | 0  | 26 | 4  | 22  |
| 2.°  | A. B. B.         | 12   | 6  | 4  | 0  | 2  | 11 | 6  | 5   |
| 3.°  | Unión Maestranza | 6    | 6  | 2  | 0  | 4  | 8  | 15 | -7  |
| 4.°  | GAM Sica Sica    | 0    | 6  | 0  | 0  | 6  | 5  | 22 | -17 |

| Local            | Resultado | Visitante        | Estadio                          | Fecha               | Canal TV |
| Deportivo FATIC  | 6:0       | GAM Sica Sica    | Los Andes Cosmos 79, El Alto     | 27 de julio, 15:00  |          |
| Unión Maestranza | 0:1       | A. B. B.         | Complejo Calacoto, La Paz        | 27 de julio, 15:00  |          |
| A. B. B.         | 1:2       | Deportivo FATIC  | Complejo Calacoto, La Paz        | 3 de agosto, 13:00  |          |
| GAM Sica Sica    | 0:1       | Unión Maestranza | Municipal 4 de Julio, Lahuachaca | 3 de agosto, 13:00  |          |
| Deportivo FATIC  | 7:0       | Unión Maestranza | Los Andes Cosmos 79, El Alto     | 6 de agosto, 11:00  |          |
| A.B.B.           | 3:0       | GAM Sica Sica    | Complejo Calacoto, La Paz        | 6 de agosto, 15:00  |          |
| A.B.B.           | 2:1       | Unión Maestranza | Complejo Calacoto, La Paz        | 10 de agosto, 13:00 |          |
| GAM Sica Sica    | 1:4       | Deportivo FATIC  | Municipal 4 de Julio, Lahuachaca | 10 de agosto, 13:00 |          |
| Deportivo FATIC  | 1:0       | A.B.B.           | Los Andes Cosmos 79, El Alto     | 13 de agosto, 11:00 |          |
| Unión Maestranza | 4:2       | GAM Sica Sica    | Municipal Jayu P'uchu, Viacha    | 15 de agosto, 10:00 |          |
| Unión Maestranza | 2:3       | Deportivo FATIC  | Municipal Jayu P'uchu, Viacha    | 18 de agosto 13:00  |          |
| GAM Sica Sica    | 1:2       | A.B.B.           | Municipal 4 de Julio, Lahuachaca | 18 de agosto 13:00  |          |

| Evolución de las posiciones (Equipo / Fecha) | 1 | 2 | 3 | 4 | 5 | 6 |
| -------------------------------------------- | - | - | - | - | - | - |
| A. B. B.                                     | 2 | 3 | 2 | 2 | 2 | 2 |
| Deportivo FATIC                              | 1 | 1 | 1 | 1 | 1 | 1 |
| GAM Sica Sica                                | 4 | 4 | 4 | 4 | 4 | 4 |
| Unión Maestranza                             | 3 | 2 | 3 | 3 | 3 | 3 |

### Grupo 5 - Oruro (AFO)
| Pos. | Equipo               | Pts. | PJ | PG | PE | PP | GF | GC | DG  |
| ---- | -------------------- | ---- | -- | -- | -- | -- | -- | -- | --- |
| 1.°  | CDT Real Oruro       | 16   | 6  | 5  | 1  | 0  | 20 | 4  | 16  |
| 2.°  | SUR-CAR              | 13   | 6  | 4  | 1  | 1  | 15 | 8  | 7   |
| 3.°  | Deportivo Shalon     | 6    | 6  | 2  | 0  | 5  | 8  | 12 | -4  |
| 4.°  | Municipal Challapata | 0    | 6  | 0  | 0  | 6  | 4  | 23 | -19 |

| Local                | Resultado | Visitante            | Estadio                   | Fecha              | Canal TV |
| SUR-CAR              | 4:1       | Municipal Challapata | Jesús Bermúdez, Oruro     | 23 de julio, 15:30 |          |
| CDT Real Oruro       | 3:2       | Deportivo Shalon     | Jesús Bermúdez, Oruro     | 24 de julio, 15:30 |          |
| Municipal Challapata | 0:4       | CDT Real Oruro       | Jesús Bermúdez, Oruro     | 30 de Julio 15:30  |          |
| Deportivo Shalon     | 0:1       | SUR-CAR              | Jesús Bermúdez, Oruro     | 31 de Julio 15:30  |          |
| Municipal Challapata | 0:3       | Deportivo Shalon     | Jesús Bermúdez, Oruro     | 3 de agosto 15:30  |          |
| CDT Real Oruro       | 1:1       | SUR-CAR              | Jesús Bermúdez, Oruro     | 3 de agosto 13:20  |          |
| CDT Real Oruro       | 4:0       | Deportivo Shalon     | Jesús Bermúdez, Oruro     | 10 de agosto 13:20 |          |
| Municipal Challapata | 1:6       | SUR-CAR              | Jesús Bermúdez, Oruro     | 10 de agosto 15:30 |          |
| SUR-CAR              | 3:0       | Deportivo Shalon     | Hugo Palenque, Challapata | 14 de agosto 13:00 |          |
| Municipal Challapata | 1:3       | CDT Real Oruro       | Hugo Palenque, Challapata | 14 de agosto 15:00 |          |
| Deportivo Shalon     | 3:1       | Municipal Challapata | Jesús Bermúdez, Oruro     | 20 de agosto 13:20 |          |
| SUR-CAR              | 0:5       | CDT Real Oruro       | Jesús Bermúdez, Oruro     | 20 de agosto 15:30 |          |

| Evolución de las posiciones (Equipo / Fecha) | 1 | 2 | 3 | 4 | 5 | 6 |
| -------------------------------------------- | - | - | - | - | - | - |
| CDT Real Oruro                               | 2 | 1 | 1 | 2 | 2 | 1 |
| Deportivo Shalon                             | 3 | 3 | 3 | 3 | 3 | 3 |
| Municipal Challapata                         | 4 | 4 | 4 | 4 | 4 | 4 |
| SUR-CAR                                      | 1 | 2 | 2 | 1 | 1 | 2 |

### Grupo 6 - Pando (APF)
| Pos. | Equipo         | Pts. | PJ | PG | PE | PP | GF | GC | DG  |
| ---- | -------------- | ---- | -- | -- | -- | -- | -- | -- | --- |
| 1.°  | Vaca Díez      | 10   | 4  | 3  | 1  | 0  | 8  | 5  | 3   |
| 2.°  | Mariscal Sucre | 7    | 4  | 2  | 1  | 1  | 14 | 4  | 10  |
| 3.°  | Libertad F. C. | 0    | 4  | 0  | 0  | 4  | 2  | 15 | -13 |

| \| Fecha \| Lugar \| Local \| Resultado \| Visitante \| \| ------------------- \| ------------------------------ \| -------------- \| --------- \| -------------- \| \| 24 de julio, 16:00 \| Roberto Jordán Cuellar, Cobija \| Libertad F. C. \| 1:2 \| Vaca Díez \| \| 31 de julio, 19:00 \| Roberto Jordán Cuellar, Cobija \| Vaca Díez \| 1:1 \| Mariscal Sucre \| \| 7 de agosto, 16:00 \| Roberto Jordán Cuellar, Cobija \| Libertad F. C. \| 0:4 \| Mariscal Sucre \| \| 10 de agosto, 20:00 \| Roberto Jordán Cuellar, Cobija \| Vaca Díez \| 2:1 \| Libertad F. C. \| \| 14 de agosto, 16:00 \| Roberto Jordán Cuellar, Cobija \| Mariscal Sucre \| 2:3 \| Vaca Díez \| \| 17 de agosto, 19:00 \| Roberto Jordán Cuellar, Cobija \| Mariscal Sucre \| 7:0 \| Libertad F. C. \| |                                |                |           |                |
| Fecha | Lugar                          | Local          | Resultado | Visitante      |
| 24 de julio, 16:00 | Roberto Jordán Cuellar, Cobija | Libertad F. C. | 1:2       | Vaca Díez      |
| 31 de julio, 19:00 | Roberto Jordán Cuellar, Cobija | Vaca Díez      | 1:1       | Mariscal Sucre |
| 7 de agosto, 16:00 | Roberto Jordán Cuellar, Cobija | Libertad F. C. | 0:4       | Mariscal Sucre |
| 10 de agosto, 20:00 | Roberto Jordán Cuellar, Cobija | Vaca Díez      | 2:1       | Libertad F. C. |
| 14 de agosto, 16:00 | Roberto Jordán Cuellar, Cobija | Mariscal Sucre | 2:3       | Vaca Díez      |
| 17 de agosto, 19:00 | Roberto Jordán Cuellar, Cobija | Mariscal Sucre | 7:0       | Libertad F. C. |

| Evolución de las posiciones (Equipo / Fecha) | 1 | 2 | 3 | 4 | 5 | 6 |
| -------------------------------------------- | - | - | - | - | - | - |
| Libertad F. C.                               | 3 | 3 | 3 | 3 | 3 | 3 |
| Mariscal Sucre                               | 2 | 2 | 1 | 2 | 2 | 2 |
| Vaca Díez                                    | 1 | 1 | 2 | 1 | 1 | 1 |

### Grupo 7 - Potosí (AFP)
| Pos. | Equipo                   | Pts. | PJ | PG | PE | PP | GF | GC | DG |
| ---- | ------------------------ | ---- | -- | -- | -- | -- | -- | -- | -- |
| 1.°  | Wilstermann Cooperativas | 10   | 6  | 3  | 1  | 2  | 7  | 3  | 4  |
| 2.°  | Deportivo Cervecería     | 10   | 6  | 3  | 1  | 2  | 9  | 7  | 2  |
| 3.°  | Deportivo JUVA           | 8    | 6  | 2  | 2  | 2  | 7  | 7  | 0  |
| 4.°  | 23 de Marzo              | 6    | 6  | 2  | 0  | 4  | 8  | 14 | -6 |

| Local                    | Resultado | Visitante                | Estadio                    | Fecha              | Canal TV |
| 23 de Marzo              | 0:2       | Deportivo JUVA           | Irineo Pimentel, Llallagua | 24 de julio, 15:00 |          |
| Deportivo Cervecería     | 0:1       | Wilstermann Cooperativas | Potosí AFP, Potosí         | 24 de julio, 15:00 |          |
| 23 de Marzo              | 4:2       | Deportivo Cervecería     | Irineo Pimentel, Llallagua | 31 de julio, 15:00 |          |
| Deportivo JUVA           | 1:1       | Wilstermann Cooperativas | Potosí AFP, Potosí         | 31 de julio, 15:00 |          |
| Deportivo Cervecería     | 1:0       | Deportivo JUVA           | Potosí AFP, Potosí         | 6 de agosto, 15:00 |          |
| Wilstermann Cooperativas | 0:1       | 23 de Marzo              | Potosí AFP, Potosí         | 7 de agosto, 15:00 |          |
| Deportivo JUVA           | 3:2       | 23 de Marzo              | Potosí AFP, Potosí         | 13 de agosto 15:00 |          |
| Wilstermann Cooperativas | 0:1       | Deportivo Cervecería     | Potosí AFP, Potosí         | 14 de agosto 15:00 |          |
| Wilstermann Cooperativas | 2:0       | Deportivo JUVA           | Potosí AFP, Potosí         | 17 de agosto 15:00 |          |
| Deportivo Cervecería     | 4:1       | 23 de Marzo              | Potosí AFP, Potosí         | 18 de agosto 15:00 |          |
| Deportivo JUVA           | 1:1       | Deportivo Cervecería     | Potosí AFP, Potosí         | 21 de agosto 15:00 |          |
| 23 de Marzo              | 0:3       | Wilstermann Cooperativas | Irineo Pimentel, Llallagua | 21 de agosto 15:00 |          |

| Evolución de las posiciones (Equipo / Fecha) | 1 | 2 | 3 | 4 | 5 | 6 |
| -------------------------------------------- | - | - | - | - | - | - |
| 23 de Marzo                                  | 4 | 3 | 1 | 2 | 4 | 4 |
| Deportivo Cervecería                         | 3 | 4 | 4 | 3 | 1 | 2 |
| Deportivo JUVA                               | 1 | 1 | 2 | 1 | 2 | 3 |
| Wilstermann Cooperativas                     | 2 | 2 | 3 | 4 | 3 | 1 |

### Grupo 8 - Santa Cruz (ACF)
| Pos. | Equipo             | Pts. | PJ | PG | PE | PP | GF | GC | DG |
| ---- | ------------------ | ---- | -- | -- | -- | -- | -- | -- | -- |
| 1.°  | Destroyer's        | 11   | 6  | 3  | 2  | 1  | 12 | 10 | 2  |
| 2.°  | 24 de Septiembre   | 10   | 6  | 3  | 1  | 2  | 10 | 5  | 5  |
| 3.°  | Atlético Warnes    | 6    | 6  | 1  | 3  | 2  | 5  | 10 | -5 |
| 4.°  | Argentinos Juniors | 5    | 6  | 1  | 2  | 3  | 10 | 12 | -2 |

| Local              | Resultado | Visitante          | Estadio                                                  | Fecha              | Canal TV |
| Destroyer's        | 2:1       | 24 de Septiembre   | Ramón Aguilera Costas, Santa Cruz de la Sierra           | 23 de Julio 15:00  |          |
| Atlético Warnes    | 0:0       | Argentinos Juniors | Samuel Vaca Jiménez, Warnes                              | 24 de Julio 15:00  |          |
| Argentinos Juniors | 2:3       | Destroyer's        | Gilberto Parada, Montero                                 | 30 de Julio 15:00  |          |
| 24 de Septiembre   | 0:0       | Atlético Warnes    | Municipal Andrés Ibáñez, Santa Cruz de la Sierra         | 31 de Julio 15:00  |          |
| Argentinos Juniors | 0:4       | 24 de Septiembre   | Universidad Gabriel René Moreno, Santa Cruz de la Sierra | 7 de agosto 10:00  |          |
| Destroyer's        | 2:2       | Atlético Warnes    | Universidad Gabriel René Moreno, Santa Cruz de la Sierra | 7 de agosto 15:00  |          |
| 24 de Septiembre   | 2:1       | Destroyer's        | Municipal Andrés Ibáñez, Santa Cruz de la Sierra         | 10 de agosto 15:00 |          |
| Argentinos Juniors | 6:0       | Atlético Warnes    | Samuel Vaca Jiménez, Warnes                              | 11 de agosto 15:00 |          |
| Destroyer's        | 2:2       | Argentinos Juniors | Municipal Virgen de Luján, Santa Cruz de la Sierra       | 13 de agosto 15:00 |          |
| Atlético Warnes    | 2:0       | 24 de Septiembre   | Samuel Vaca Jiménez, Warnes                              | 14 de agosto 15:00 |          |
| Atlético Warnes    | 1:2       | Destroyer's        | Samuel Vaca Jiménez, Warnes                              | 21 de agosto 15:00 |          |
| 24 de Septiembre   | 3:0       | Argentinos Juniors | Municipal Andrés Ibáñez, Santa Cruz de la Sierra         | 21 de agosto 15:00 |          |

| Evolución de las posiciones (Equipo / Fecha) | 1 | 2 | 3 | 4 | 5 | 6 |
| -------------------------------------------- | - | - | - | - | - | - |
| 24 de Septiembre                             | 4 | 3 | 2 | 1 | 2 | 2 |
| Atlético Warnes                              | 3 | 2 | 3 | 4 | 3 | 3 |
| Argentinos Juniors                           | 2 | 4 | 4 | 3 | 4 | 4 |
| Destroyers                                   | 1 | 1 | 1 | 2 | 1 | 1 |

### Grupo 9 - Tarija (ATF)
| Pos. | Equipo           | Pts. | PJ | PG | PE | PP | GF | GC | DG |
| ---- | ---------------- | ---- | -- | -- | -- | -- | -- | -- | -- |
| 1.°  | García Agreda    | 6    | 4  | 2  | 0  | 2  | 5  | 4  | 1  |
| 2.°  | Atlético Bermejo | 5    | 4  | 1  | 2  | 1  | 5  | 5  | 0  |
| 3.°  | Comercio Bermejo | 5    | 4  | 1  | 2  | 1  | 5  | 6  | -1 |

| \| Fecha \| Lugar \| Local \| Resultado \| Visitante \| \| ------------------- \| ------------------------ \| ---------------- \| --------- \| ---------------- \| \| 24 de Julio, 15:30 \| IV Centenario, Tarija \| García Agreda \| 2:1 \| Atlético Bermejo \| \| 31 de Julio, 15:30 \| IV Centenario, Tarija \| García Agreda \| 3:1 \| Comercio Bermejo \| \| 4 de agosto, 15:30 \| Fabián Tintilay, Bermejo \| Comercio Bermejo \| 2:2 \| Atlético Bermejo \| \| 7 de agosto, 15:30 \| Fabián Tintilay, Bermejo \| Atlético Bermejo \| 1:0 \| García Agreda \| \| 14 de agosto, 15:30 \| Fabián Tintilay, Bermejo \| Comercio Bermejo \| 1:0 \| García Agreda \| \| 21 de agosto, 15:30 \| Fabián Tintilay, Bermejo \| Atlético Bermejo \| 1:1 \| Comercio Bermejo \| |                          |                  |           |                  |
| Fecha | Lugar                    | Local            | Resultado | Visitante        |
| 24 de Julio, 15:30 | IV Centenario, Tarija    | García Agreda    | 2:1       | Atlético Bermejo |
| 31 de Julio, 15:30 | IV Centenario, Tarija    | García Agreda    | 3:1       | Comercio Bermejo |
| 4 de agosto, 15:30 | Fabián Tintilay, Bermejo | Comercio Bermejo | 2:2       | Atlético Bermejo |
| 7 de agosto, 15:30 | Fabián Tintilay, Bermejo | Atlético Bermejo | 1:0       | García Agreda    |
| 14 de agosto, 15:30 | Fabián Tintilay, Bermejo | Comercio Bermejo | 1:0       | García Agreda    |
| 21 de agosto, 15:30 | Fabián Tintilay, Bermejo | Atlético Bermejo | 1:1       | Comercio Bermejo |

| Evolución de las posiciones (Equipo / Fecha) | 1 | 2 | 3 | 4 | 5 | 6 |
| -------------------------------------------- | - | - | - | - | - | - |
| Atlético Bermejo                             | 3 | 2 | 2 | 2 | 3 | 2 |
| Comercio Bermejo                             | 2 | 3 | 3 | 3 | 2 | 3 |
| García Agreda                                | 1 | 1 | 1 | 1 | 1 | 1 |

### Tabla de terceros de grupo
Dentro de la competición del torneo, se conformó una tabla acumulada para los terceros de los grupos donde los seis mejores equipos accedieron a la segunda fase junto con los primeros y segundos de cada grupo.
- Actualizado al 22 de agosto de 2022

|  | Equipos clasificados a la segunda fase |
|  | Equipos eliminados                     |

| Equipo             | Grupo                                  | Pts. | PJ | PG | PE | PP | GF | GC | DG  |
| ------------------ | -------------------------------------- | ---- | -- | -- | -- | -- | -- | -- | --- |
| Nueva Cliza        | Bandera del Departamento de Cochabamba | 9    | 6  | 2  | 3  | 1  | 7  | 5  | 2   |
| Deportivo JUVA     |                                        | 8    | 6  | 2  | 2  | 2  | 7  | 7  | 0   |
| Morro Municipal    | Bandera del Departamento de Chuquisaca | 7    | 6  | 2  | 1  | 3  | 11 | 6  | 5   |
| Alianza Beni F. C. | Bandera del Departamento del Beni      | 7    | 6  | 2  | 1  | 3  | 8  | 18 | -10 |
| Deportivo Shalon   | Bandera del Departamento de Oruro      | 6    | 6  | 2  | 0  | 4  | 8  | 12 | -4  |
| Atlético Warnes    | Bandera del Departamento de Santa Cruz | 6    | 6  | 1  | 3  | 2  | 5  | 10 | -5  |
| Unión Maestranza   | Bandera del Departamento de La Paz     | 6    | 6  | 2  | 0  | 4  | 8  | 15 | -7  |
| Comercio Bermejo   | Bandera del Departamento de Tarija     | 5    | 4  | 1  | 2  | 1  | 5  | 6  | -1  |
| Libertad F. C.     | Bandera del Departamento de Pando      | 0    | 4  | 0  | 0  | 4  | 2  | 15 | -13 |

## Fase de grupos
Los veinticuatro equipos clasificados fueron los siguientes: los dos primeros lugares de los nueve grupos pasaron a esta fase junto a los mejores seis terceros. Se conformaron 8 grupos de 3 clubes por sorteo de forma indistinta. El sorteo se llevó a cabo el día 22 de agosto en la ciudad de Cochabamba con la presencia de todos los delegados de los clubes clasificados. Se tomaron tres bombos: uno con los primeros de cada grupo departamental, otro con los segundos y uno con los seis mejores terceros. Se jugaron partidos de ida y vuelta en 6 fechas, donde clasificaron a octavos de final los clubes ubicados en primer y segundo lugar de cada grupo.
|  | Equipos clasificados a los octavos de final. |
|  | Equipos eliminados de la competición.        |

### Grupo A
| Pos. | Equipo               | Pts. | PJ | PG | PE | PP | GF | GC | DG  |
| ---- | -------------------- | ---- | -- | -- | -- | -- | -- | -- | --- |
| 1.°  | Deportivo Cervecería | 8    | 4  | 2  | 2  | 0  | 15 | 3  | 12  |
| 2.°  | García Agreda        | 3    | 4  | 0  | 3  | 1  | 5  | 7  | -2  |
| 3.°  | Alianza Beni F. C.   | 3    | 4  | 0  | 3  | 1  | 4  | 14 | -10 |

| \| Fecha \| Estadio y ciudad \| Local \| Resultado \| Visitante \| \| ---------------- \| -------------------------------- \| -------------------- \| --------- \| -------------------- \| \| 28 de agosto \| IV Centenario, Tarija \| García Agreda \| 1:1 \| Alianza Beni F. C. \| \| 4 de septiembre \| Lorgio "Yoyo" Zambrano, Trinidad \| Alianza Beni F. C. \| 1:1 \| Deportivo Cervecería \| \| 11 de septiembre \| Víctor Agustín Ugarte, Potosí \| Deportivo Cervecería \| 1:1 \| García Agreda \| \| 18 de septiembre \| Lorgio "Yoyo" Zambrano, Trinidad \| Alianza Beni F. C. \| 2:2 \| García Agreda \| \| 23 de septiembre \| Potosí AFP, Potosí \| Deportivo Cervecería \| 10:0 \| Alianza Beni F. C. \| \| 30 de septiembre \| IV Centenario, Tarija \| García Agreda \| 1:3 \| Deportivo Cervecería \| |                                  |                      |           |                      |
| Fecha | Estadio y ciudad                 | Local                | Resultado | Visitante            |
| 28 de agosto | IV Centenario, Tarija            | García Agreda        | 1:1       | Alianza Beni F. C.   |
| 4 de septiembre | Lorgio "Yoyo" Zambrano, Trinidad | Alianza Beni F. C.   | 1:1       | Deportivo Cervecería |
| 11 de septiembre | Víctor Agustín Ugarte, Potosí    | Deportivo Cervecería | 1:1       | García Agreda        |
| 18 de septiembre | Lorgio "Yoyo" Zambrano, Trinidad | Alianza Beni F. C.   | 2:2       | García Agreda        |
| 23 de septiembre | Potosí AFP, Potosí               | Deportivo Cervecería | 10:0      | Alianza Beni F. C.   |
| 30 de septiembre | IV Centenario, Tarija            | García Agreda        | 1:3       | Deportivo Cervecería |

### Grupo B
| Pos. | Equipo         | Pts. | PJ | PG | PE | PP | GF | GC | DG |
| ---- | -------------- | ---- | -- | -- | -- | -- | -- | -- | -- |
| 1.°  | CDT Real Oruro | 8    | 4  | 2  | 2  | 0  | 9  | 3  | 6  |
| 2.°  | Destroyer's    | 5    | 4  | 1  | 2  | 1  | 7  | 6  | 1  |
| 3.°  | Mojocoya F. C. | 2    | 4  | 0  | 2  | 2  | 3  | 10 | -7 |

| \| Fecha \| Estadio y ciudad \| Local \| Resultado \| Visitante \| \| ---------------- \| --------------------------------- \| -------------- \| --------- \| -------------- \| \| 27 de agosto \| Jesús Bermúdez, Oruro \| CDT Real Oruro \| 2:0 \| Destroyer's \| \| 3 de septiembre \| Samuel Vaca Jiménez, Warnes \| Destroyer's \| 4:1 \| Mojocoya F. C. \| \| 9 de septiembre \| Olímpico Patria, Sucre \| Mojocoya F. C. \| 1:1 \| CDT Real Oruro \| \| 18 de septiembre \| Gilberto Parada, Montero \| Destroyer's \| 2:2 \| CDT Real Oruro \| \| 25 de septiembre \| Rdo. Luis López Martínez, Camargo \| Mojocoya F. C. \| 1:1 \| Destroyer's \| \| 1 de octubre \| Jesús Bermúdez, Oruro \| CDT Real Oruro \| 4:0 \| Mojocoya F. C. \| |                                   |                |           |                |
| Fecha | Estadio y ciudad                  | Local          | Resultado | Visitante      |
| 27 de agosto | Jesús Bermúdez, Oruro             | CDT Real Oruro | 2:0       | Destroyer's    |
| 3 de septiembre | Samuel Vaca Jiménez, Warnes       | Destroyer's    | 4:1       | Mojocoya F. C. |
| 9 de septiembre | Olímpico Patria, Sucre            | Mojocoya F. C. | 1:1       | CDT Real Oruro |
| 18 de septiembre | Gilberto Parada, Montero          | Destroyer's    | 2:2       | CDT Real Oruro |
| 25 de septiembre | Rdo. Luis López Martínez, Camargo | Mojocoya F. C. | 1:1       | Destroyer's    |
| 1 de octubre | Jesús Bermúdez, Oruro             | CDT Real Oruro | 4:0       | Mojocoya F. C. |

### Grupo C
| Pos. | Equipo                   | Pts. | PJ | PG | PE | PP | GF | GC | DG |
| ---- | ------------------------ | ---- | -- | -- | -- | -- | -- | -- | -- |
| 1.°  | 24 de Septiembre         | 6    | 4  | 1  | 3  | 0  | 8  | 6  | 2  |
| 2.°  | Mariscal Sucre           | 5    | 4  | 1  | 2  | 1  | 6  | 9  | -3 |
| 3.°  | Wilstermann Cooperativas | 4    | 4  | 1  | 1  | 2  | 9  | 8  | 1  |

| \| Fecha \| Estadio y ciudad \| Local \| Resultado \| Visitante \| \| ---------------- \| ------------------------------------------------ \| ------------------------ \| --------- \| ------------------------ \| \| 28 de agosto \| Víctor Agustín Ugarte, Potosí \| Wilstermann Cooperativas \| 5:0 \| Mariscal Sucre \| \| 3 de septiembre \| Roberto Jordán Cuellar, Cobija \| Mariscal Sucre \| 1:1 \| 24 de Septiembre \| \| 9 de septiembre \| Municipal Andrés Ibáñez, Santa Cruz de la Sierra \| 24 de Septiembre \| 4:2 \| Wilstermann Cooperativas \| \| 17 de septiembre \| Roberto Jordán Cuellar, Cobija \| Mariscal Sucre \| 3:1 \| Wilstermann Cooperativas \| \| 25 de septiembre \| Municipal Andrés Ibáñez, Santa Cruz de la Sierra \| 24 de Septiembre \| 2:2 \| Mariscal Sucre \| \| 2 de octubre \| Víctor Agustín Ugarte, Potosí, Potosí \| Wilstermann Cooperativas \| 1:1 \| 24 de Septiembre \| |                                                  |                          |           |                          |
| Fecha | Estadio y ciudad                                 | Local                    | Resultado | Visitante                |
| 28 de agosto | Víctor Agustín Ugarte, Potosí                    | Wilstermann Cooperativas | 5:0       | Mariscal Sucre           |
| 3 de septiembre | Roberto Jordán Cuellar, Cobija                   | Mariscal Sucre           | 1:1       | 24 de Septiembre         |
| 9 de septiembre | Municipal Andrés Ibáñez, Santa Cruz de la Sierra | 24 de Septiembre         | 4:2       | Wilstermann Cooperativas |
| 17 de septiembre | Roberto Jordán Cuellar, Cobija                   | Mariscal Sucre           | 3:1       | Wilstermann Cooperativas |
| 25 de septiembre | Municipal Andrés Ibáñez, Santa Cruz de la Sierra | 24 de Septiembre         | 2:2       | Mariscal Sucre           |
| 2 de octubre | Víctor Agustín Ugarte, Potosí, Potosí            | Wilstermann Cooperativas | 1:1       | 24 de Septiembre         |

### Grupo D
| Pos. | Equipo               | Pts. | PJ | PG | PE | PP | GF | GC | DG |
| ---- | -------------------- | ---- | -- | -- | -- | -- | -- | -- | -- |
| 1.°  | Libertad Gran Mamoré | 7    | 4  | 2  | 1  | 1  | 6  | 2  | 4  |
| 2.°  | A. B. B.             | 6    | 4  | 2  | 0  | 2  | 5  | 7  | -2 |
| 3.°  | Atlético Warnes      | 4    | 4  | 1  | 1  | 2  | 4  | 6  | -2 |

| \| Fecha \| Estadio y ciudad \| Local \| Resultado \| Visitante \| \| ---------------- \| -------------------------------- \| -------------------- \| --------- \| -------------------- \| \| 28 de agosto \| Estadio Gran Mamoré, Trinidad \| Libertad Gran Mamoré \| 1:0 \| Atlético Warnes \| \| 2 de septiembre \| Samuel Vaca Jiménez, Warnes \| Atlético Warnes \| 3:1 \| A. B. B. \| \| 10 de septiembre \| Municipal Villa Ingenio, El Alto \| A. B. B. \| 1:0 \| Libertad Gran Mamoré \| \| 18 de septiembre \| Samuel Vaca Jiménez, Warnes \| Atlético Warnes \| 1:1 \| Libertad Gran Mamoré \| \| 24 de septiembre \| Municipal Villa Ingenio, El Alto \| A. B. B. \| 3:0 \| Atlético Warnes \| \| 2 de octubre \| Estadio Gran Mamoré, Trinidad \| Libertad Gran Mamoré \| 4:0 \| A. B. B. \| |                                  |                      |           |                      |
| Fecha | Estadio y ciudad                 | Local                | Resultado | Visitante            |
| 28 de agosto | Estadio Gran Mamoré, Trinidad    | Libertad Gran Mamoré | 1:0       | Atlético Warnes      |
| 2 de septiembre | Samuel Vaca Jiménez, Warnes      | Atlético Warnes      | 3:1       | A. B. B.             |
| 10 de septiembre | Municipal Villa Ingenio, El Alto | A. B. B.             | 1:0       | Libertad Gran Mamoré |
| 18 de septiembre | Samuel Vaca Jiménez, Warnes      | Atlético Warnes      | 1:1       | Libertad Gran Mamoré |
| 24 de septiembre | Municipal Villa Ingenio, El Alto | A. B. B.             | 3:0       | Atlético Warnes      |
| 2 de octubre | Estadio Gran Mamoré, Trinidad    | Libertad Gran Mamoré | 4:0       | A. B. B.             |

### Grupo E
| Pos. | Equipo           | Pts. | PJ | PG | PE | PP | GF | GC | DG |
| ---- | ---------------- | ---- | -- | -- | -- | -- | -- | -- | -- |
| 1.°  | Atlético Bermejo | 8    | 4  | 2  | 2  | 0  | 8  | 4  | 4  |
| 2.°  | Deportivo FATIC  | 5    | 4  | 1  | 2  | 1  | 6  | 6  | 0  |
| 3.°  | Deportivo Shalón | 3    | 4  | 1  | 0  | 3  | 4  | 8  | -4 |

| \| Fecha \| Estadio y ciudad \| Local \| Resultado \| Visitante \| \| ---------------- \| -------------------------------- \| ---------------- \| --------- \| ---------------- \| \| 27 de agosto \| Los Andes Cosmos 79, El Alto \| Deportivo FATIC \| 0:2 \| Deportivo Shalón \| \| 3 de septiembre \| Jesús Bermúdez, Oruro \| Deportivo Shalón \| 0:2 \| Atlético Bermejo \| \| 10 de septiembre \| Fabián Tintilay, Bermejo \| Atlético Bermejo \| 1:1 \| Deportivo FATIC \| \| 16 de septiembre \| Jesús Bermúdez, Oruro \| Deportivo Shalón \| 1:3 \| Deportivo FATIC \| \| 24 de septiembre \| Fabián Tintilay, Bermejo \| Atlético Bermejo \| 3:1 \| Deportivo Shalón \| \| 2 de octubre \| Municipal Villa Ingenio, El Alto \| Deportivo FATIC \| 2:2 \| Atlético Bermejo \| |                                  |                  |           |                  |
| Fecha | Estadio y ciudad                 | Local            | Resultado | Visitante        |
| 27 de agosto | Los Andes Cosmos 79, El Alto     | Deportivo FATIC  | 0:2       | Deportivo Shalón |
| 3 de septiembre | Jesús Bermúdez, Oruro            | Deportivo Shalón | 0:2       | Atlético Bermejo |
| 10 de septiembre | Fabián Tintilay, Bermejo         | Atlético Bermejo | 1:1       | Deportivo FATIC  |
| 16 de septiembre | Jesús Bermúdez, Oruro            | Deportivo Shalón | 1:3       | Deportivo FATIC  |
| 24 de septiembre | Fabián Tintilay, Bermejo         | Atlético Bermejo | 3:1       | Deportivo Shalón |
| 2 de octubre | Municipal Villa Ingenio, El Alto | Deportivo FATIC  | 2:2       | Atlético Bermejo |

### Grupo F
| Pos. | Equipo                 | Pts. | PJ | PG | PE | PP | GF | GC | DG |
| ---- | ---------------------- | ---- | -- | -- | -- | -- | -- | -- | -- |
| 1.°  | Nueva Cliza            | 6    | 4  | 2  | 0  | 2  | 7  | 4  | 3  |
| 2.°  | Vaca Díez              | 6    | 4  | 2  | 0  | 2  | 5  | 6  | -1 |
| 3.°  | Universitario del Beni | 6    | 4  | 2  | 0  | 2  | 6  | 8  | -2 |

| \| Fecha \| Estadio y ciudad \| Local \| Resultado \| Visitante \| \| ---------------- \| -------------------------------- \| ---------------------- \| --------- \| ---------------------- \| \| 28 de agosto \| Roberto Jordán Cuellar, Cobija \| Vaca Díez \| 1:0 \| Nueva Cliza \| \| 3 de septiembre \| Samancha Urabi, Colcapirhua \| Nueva Cliza \| 3:1 \| Universitario del Beni \| \| 10 de septiembre \| Lorgio "Yoyo" Zambrano, Trinidad \| Universitario del Beni \| 3:0 \| Vaca Díez \| \| 17 de septiembre \| Municipal, Arbieto \| Nueva Cliza \| 3:0 \| Vaca Díez \| \| 24 de septiembre \| Lorgio "Yoyo" Zambrano, Trinidad \| Universitario del Beni \| 2:1 \| Nueva Cliza \| \| 2 de octubre \| Roberto Jordán Cuellar, Cobija \| Vaca Díez \| 4:0 \| Universitario del Beni \| |                                  |                        |           |                        |
| Fecha | Estadio y ciudad                 | Local                  | Resultado | Visitante              |
| 28 de agosto | Roberto Jordán Cuellar, Cobija   | Vaca Díez              | 1:0       | Nueva Cliza            |
| 3 de septiembre | Samancha Urabi, Colcapirhua      | Nueva Cliza            | 3:1       | Universitario del Beni |
| 10 de septiembre | Lorgio "Yoyo" Zambrano, Trinidad | Universitario del Beni | 3:0       | Vaca Díez              |
| 17 de septiembre | Municipal, Arbieto               | Nueva Cliza            | 3:0       | Vaca Díez              |
| 24 de septiembre | Lorgio "Yoyo" Zambrano, Trinidad | Universitario del Beni | 2:1       | Nueva Cliza            |
| 2 de octubre | Roberto Jordán Cuellar, Cobija   | Vaca Díez              | 4:0       | Universitario del Beni |

### Grupo G
| Pos. | Equipo          | Pts. | PJ | PG | PE | PP | GF | GC | DG |
| ---- | --------------- | ---- | -- | -- | -- | -- | -- | -- | -- |
| 1.°  | Enrique Happ    | 6    | 4  | 2  | 0  | 2  | 7  | 5  | +2 |
| 2.°  | Stormers        | 6    | 4  | 2  | 0  | 2  | 6  | 7  | -1 |
| 3.°  | Morro Municipal | 6    | 4  | 2  | 0  | 2  | 5  | 6  | -1 |

| \| Fecha \| Estadio y ciudad \| Local \| Resultado \| Visitante \| \| ---------------- \| ------------------------------- \| --------------- \| --------- \| --------------- \| \| 26 de agosto \| Olímpico Patria, Sucre \| Stormers \| 1:2 \| Morro Municipal \| \| 4 de septiembre \| Olímpico Patria, Sucre \| Morro Municipal \| 2:1 \| Enrique Happ \| \| 11 de septiembre \| Dr. Carlos Villegas, Entre Ríos \| Enrique Happ \| 1:2 \| Stormers \| \| 18 de septiembre \| Olímpico Patria, Sucre \| Morro Municipal \| 1:2 \| Stormers \| \| 25 de septiembre \| Dr. Carlos Villegas, Entre Ríos \| Enrique Happ \| 2:0 \| Morro Municipal \| \| 2 de octubre \| Olímpico Patria, Sucre \| Stormers \| 1:3 \| Enrique Happ \| |                                 |                 |           |                 |
| Fecha | Estadio y ciudad                | Local           | Resultado | Visitante       |
| 26 de agosto | Olímpico Patria, Sucre          | Stormers        | 1:2       | Morro Municipal |
| 4 de septiembre | Olímpico Patria, Sucre          | Morro Municipal | 2:1       | Enrique Happ    |
| 11 de septiembre | Dr. Carlos Villegas, Entre Ríos | Enrique Happ    | 1:2       | Stormers        |
| 18 de septiembre | Olímpico Patria, Sucre          | Morro Municipal | 1:2       | Stormers        |
| 25 de septiembre | Dr. Carlos Villegas, Entre Ríos | Enrique Happ    | 2:0       | Morro Municipal |
| 2 de octubre | Olímpico Patria, Sucre          | Stormers        | 1:3       | Enrique Happ    |

### Grupo H
| Pos. | Equipo           | Pts. | PJ | PG | PE | PP | GF | GC | DG |
| ---- | ---------------- | ---- | -- | -- | -- | -- | -- | -- | -- |
| 1.°  | SUR-CAR          | 6    | 4  | 1  | 3  | 0  | 5  | 4  | 1  |
| 2.°  | Deportivo JUVA   | 5    | 4  | 1  | 2  | 1  | 4  | 8  | -4 |
| 3.°  | Cochabamba F. C. | 4    | 4  | 1  | 1  | 2  | 8  | 5  | 3  |

| \| Fecha \| Estadio y ciudad \| Local \| Resultado \| Visitante \| \| ---------------- \| --------------------------- \| ---------------- \| --------- \| ---------------- \| \| 27 de agosto \| Samancha Urabi, Colcapirhua \| Cochabamba F. C. \| 5:0 \| Deportivo JUVA \| \| 4 de septiembre \| Potosí AFP, Potosí \| Deportivo JUVA \| 1:1 \| SUR-CAR \| \| 11 de septiembre \| Jesús Bermúdez, Oruro \| SUR-CAR \| 1:1 \| Cochabamba F. C. \| \| 18 de septiembre \| Potosí AFP, Potosí \| Deportivo JUVA \| 2:1 \| Cochabamba F. C. \| \| 24 de septiembre \| Jesús Bermúdez, Oruro \| SUR-CAR \| 0:0 \| Deportivo JUVA \| \| 2 de octubre \| Samancha Urabi, Colcapirhua \| Cochabamba F. C. \| 1:2 \| SUR-CAR \| |                             |                  |           |                  |
| Fecha | Estadio y ciudad            | Local            | Resultado | Visitante        |
| 27 de agosto | Samancha Urabi, Colcapirhua | Cochabamba F. C. | 5:0       | Deportivo JUVA   |
| 4 de septiembre | Potosí AFP, Potosí          | Deportivo JUVA   | 1:1       | SUR-CAR          |
| 11 de septiembre | Jesús Bermúdez, Oruro       | SUR-CAR          | 1:1       | Cochabamba F. C. |
| 18 de septiembre | Potosí AFP, Potosí          | Deportivo JUVA   | 2:1       | Cochabamba F. C. |
| 24 de septiembre | Jesús Bermúdez, Oruro       | SUR-CAR          | 0:0       | Deportivo JUVA   |
| 2 de octubre | Samancha Urabi, Colcapirhua | Cochabamba F. C. | 1:2       | SUR-CAR          |

## Fases finales

### Equipos clasificados
| N.º | Equipo               | Pts. | PJ | PG | PE | PP | GF | GC | DG  |
| --- | -------------------- | ---- | -- | -- | -- | -- | -- | -- | --- |
| 1   | Deportivo Cervecería | 8    | 4  | 2  | 2  | 0  | 15 | 3  | +12 |
| 2   | CDT Real Oruro       | 8    | 4  | 2  | 2  | 0  | 5  | 3  | +2  |
| 3   | Atlético Bermejo     | 8    | 4  | 2  | 2  | 0  | 8  | 4  | +4  |
| 4   | Libertad Gran Mamoré | 7    | 4  | 2  | 1  | 1  | 6  | 2  | +4  |
| 5   | Nueva Cliza          | 6    | 4  | 2  | 0  | 2  | 7  | 4  | +3  |
| 6   | 24 de Septiembre     | 6    | 4  | 1  | 3  | 0  | 8  | 6  | +2  |
| 7   | Enrique Happ         | 6    | 4  | 2  | 0  | 2  | 7  | 5  | +2  |
| 8   | SUR-CAR              | 6    | 4  | 1  | 3  | 0  | 5  | 4  | +1  |

| N.º | Equipo          | Pts. | PJ | PG | PE | PP | GF | GC | DG |
| --- | --------------- | ---- | -- | -- | -- | -- | -- | -- | -- |
| 9   | A. B. B.        | 6    | 4  | 2  | 0  | 2  | 5  | 7  | -2 |
| 10  | Stormers        | 6    | 4  | 2  | 0  | 2  | 6  | 7  | –1 |
| 11  | Vaca Díez       | 6    | 4  | 2  | 0  | 2  | 5  | 6  | –1 |
| 12  | Destroyer's     | 5    | 4  | 1  | 2  | 1  | 7  | 6  | +1 |
| 13  | Deportivo FATIC | 5    | 4  | 1  | 2  | 1  | 6  | 6  | 0  |
| 14  | Mariscal Sucre  | 5    | 4  | 1  | 2  | 1  | 6  | 9  | –3 |
| 15  | Deportivo JUVA  | 5    | 4  | 1  | 2  | 1  | 4  | 8  | –4 |
| 16  | García Agreda   | 3    | 4  | 0  | 3  | 1  | 5  | 7  | –2 |

### Cuadro de desarrollo
|  | Octavos de final     | Octavos de final   | Octavos de final     | Octavos de final   |   |                      | Cuartos de final    | Cuartos de final    | Cuartos de final    | Cuartos de final    |  |                  | Semifinales          | Semifinales          | Semifinales          | Semifinales          |  |           | Final           | Final           |  |
|  | 4 al 10 de octubre   | 4 al 10 de octubre | 4 al 10 de octubre   | 4 al 10 de octubre |   |                      | 15 al 23 de octubre | 15 al 23 de octubre | 15 al 23 de octubre | 15 al 23 de octubre |  |                  | 18 y 21 de noviembre | 18 y 21 de noviembre | 18 y 21 de noviembre | 18 y 21 de noviembre |  |           | 24 de noviembre | 24 de noviembre |  |
|  |                      |                    |                      |                    |   |                      |                     |                     |                     |                     |  |                  |                      |                      |                      |                      |  |           |                 |                 |  |
|  |                      |                    |                      |                    |   |                      |                     |                     |                     |                     |  |                  |                      |                      |                      |                      |  |           |                 |                 |  |
|  | Vaca Díez            | 3                  | 3                    | 6                  |   |                      |                     |                     |                     |                     |  |                  |                      |                      |                      |                      |  |           |                 |                 |  |
|  | Vaca Díez            | 3                  | 3                    | 6                  |   |                      |                     |                     |                     |                     |  |                  |                      |                      |                      |                      |  |           |                 |                 |  |
|  | Atlético Bermejo     | 0                  | 0                    | 0                  |   |                      |                     |                     |                     |                     |  |                  |                      |                      |                      |                      |  |           |                 |                 |  |
|  | Atlético Bermejo     | 0                  | 0                    | 0                  |   | Vaca Díez            | 1                   | 2                   | 3 (7)               |                     |  |                  |                      |                      |                      |                      |  |           |                 |                 |  |
|  |                      |                    |                      |                    |   | Vaca Díez            | 1                   | 2                   | 3 (7)               |                     |  |                  |                      |                      |                      |                      |  |           |                 |                 |  |
|  |                      |                    | Deportivo FATIC      | 1                  | 2 | 3 (6)                |                     |                     |                     |                     |  |                  |                      |                      |                      |                      |  |           |                 |                 |  |
|  | Deportivo FATIC      | 0                  | Deportivo FATIC      | 1                  | 2 | 3 (6)                | 3                   | 3                   |                     |                     |  |                  |                      |                      |                      |                      |  |           |                 |                 |  |
|  | Deportivo FATIC      | 0                  |                      |                    |   |                      |                     |                     |                     |                     |  |                  |                      |                      |                      |                      |  |           |                 |                 |  |
|  | CDT Real Oruro       | 0                  | 1                    | 1                  |   |                      |                     |                     |                     |                     |  |                  |                      |                      |                      |                      |  |           |                 |                 |  |
|  | CDT Real Oruro       | 0                  | 1                    | 1                  |   |                      |                     |                     |                     |                     |  | Vaca Díez        | 2                    | 2                    | 4                    |                      |  |           |                 |                 |  |
|  |                      |                    |                      |                    |   |                      |                     |                     |                     |                     |  | Vaca Díez        | 2                    | 2                    | 4                    |                      |  |           |                 |                 |  |
|  |                      |                    | Destroyer's          | 0                  | 3 | 3                    |                     |                     |                     |                     |  |                  |                      |                      |                      |                      |  |           |                 |                 |  |
|  | Deportivo JUVA       | 2                  | Destroyer's          | 0                  | 3 | 3                    | 2                   | 4                   |                     |                     |  |                  |                      |                      |                      |                      |  |           |                 |                 |  |
|  | Deportivo JUVA       | 2                  |                      |                    |   |                      |                     |                     |                     |                     |  |                  |                      |                      |                      |                      |  |           |                 |                 |  |
|  | Deportivo Cervecería | 2                  | 0                    | 2                  |   |                      |                     |                     |                     |                     |  |                  |                      |                      |                      |                      |  |           |                 |                 |  |
|  | Deportivo Cervecería | 2                  | 0                    | 2                  |   | Deportivo JUVA       | 1                   | 0                   | 1                   |                     |  |                  |                      |                      |                      |                      |  |           |                 |                 |  |
|  |                      |                    |                      |                    |   | Deportivo JUVA       | 1                   | 0                   | 1                   |                     |  |                  |                      |                      |                      |                      |  |           |                 |                 |  |
|  |                      |                    | Destroyer's          | 1                  | 1 | 2                    |                     |                     |                     |                     |  |                  |                      |                      |                      |                      |  |           |                 |                 |  |
|  | Destroyer's          | 2                  | Destroyer's          | 1                  | 1 | 2                    | 0                   | 2                   |                     |                     |  |                  |                      |                      |                      |                      |  |           |                 |                 |  |
|  | Destroyer's          | 2                  |                      |                    |   |                      |                     |                     |                     |                     |  |                  |                      |                      |                      |                      |  |           |                 |                 |  |
|  | Nueva Cliza          | 0                  | 1                    | 1                  |   |                      |                     |                     |                     |                     |  |                  |                      |                      |                      |                      |  |           |                 |                 |  |
|  | Nueva Cliza          | 0                  | 1                    | 1                  |   |                      |                     |                     |                     |                     |  |                  |                      |                      |                      |                      |  | Vaca Díez | 2 (4)           |                 |  |
|  |                      |                    |                      |                    |   |                      |                     |                     |                     |                     |  |                  |                      |                      |                      |                      |  | Vaca Díez | 2 (4)           |                 |  |
|  |                      |                    | Libertad Gran Mamoré | 2 (2)              |   |                      |                     |                     |                     |                     |  |                  |                      |                      |                      |                      |  |           |                 |                 |  |
|  | García Agreda        | 0                  | Libertad Gran Mamoré | 2 (2)              | 2 | 2                    |                     |                     |                     |                     |  |                  |                      |                      |                      |                      |  |           |                 |                 |  |
|  | García Agreda        | 0                  |                      |                    |   |                      |                     |                     |                     |                     |  |                  |                      |                      |                      |                      |  |           |                 |                 |  |
|  | 24 de Septiembre     | 0                  | 3                    | 3                  |   |                      |                     |                     |                     |                     |  |                  |                      |                      |                      |                      |  |           |                 |                 |  |
|  | 24 de Septiembre     | 0                  | 3                    | 3                  |   | 24 de Septiembre     | 1                   | 2                   | 3 (4)               |                     |  |                  |                      |                      |                      |                      |  |           |                 |                 |  |
|  |                      |                    |                      |                    |   | 24 de Septiembre     | 1                   | 2                   | 3 (4)               |                     |  |                  |                      |                      |                      |                      |  |           |                 |                 |  |
|  |                      |                    | SUR-CAR              | 2                  | 1 | 3 (2)                |                     |                     |                     |                     |  |                  |                      |                      |                      |                      |  |           |                 |                 |  |
|  | Mariscal Sucre       | 2                  | SUR-CAR              | 2                  | 1 | 3 (2)                | 0                   | 2                   |                     |                     |  |                  |                      |                      |                      |                      |  |           |                 |                 |  |
|  | Mariscal Sucre       | 2                  |                      |                    |   |                      |                     |                     |                     |                     |  |                  |                      |                      |                      |                      |  |           |                 |                 |  |
|  | SUR-CAR              | 2                  | 4                    | 6                  |   |                      |                     |                     |                     |                     |  |                  |                      |                      |                      |                      |  |           |                 |                 |  |
|  | SUR-CAR              | 2                  | 4                    | 6                  |   |                      |                     |                     |                     |                     |  | 24 de Septiembre | 3                    | 3                    | 6                    |                      |  |           |                 |                 |  |
|  |                      |                    |                      |                    |   |                      |                     |                     |                     |                     |  | 24 de Septiembre | 3                    | 3                    | 6                    |                      |  |           |                 |                 |  |
|  |                      |                    | Libertad Gran Mamoré | 5                  | 3 | 8                    |                     |                     |                     |                     |  |                  |                      |                      |                      |                      |  |           |                 |                 |  |
|  | A. B. B.             | 2                  | Libertad Gran Mamoré | 5                  | 3 | 8                    | 0                   | 2                   |                     |                     |  |                  |                      |                      |                      |                      |  |           |                 |                 |  |
|  | A. B. B.             | 2                  |                      |                    |   |                      |                     |                     |                     |                     |  |                  |                      |                      |                      |                      |  |           |                 |                 |  |
|  | Libertad Gran Mamoré | 2                  | 4                    | 6                  |   |                      |                     |                     |                     |                     |  |                  |                      |                      |                      |                      |  |           |                 |                 |  |
|  | Libertad Gran Mamoré | 2                  | 4                    | 6                  |   | Libertad Gran Mamoré | 2                   | 2                   | 4                   |                     |  |                  |                      |                      |                      |                      |  |           |                 |                 |  |
|  |                      |                    |                      |                    |   | Libertad Gran Mamoré | 2                   | 2                   | 4                   |                     |  |                  |                      |                      |                      |                      |  |           |                 |                 |  |
|  |                      |                    | Enrique Happ         | 0                  | 0 | 0                    |                     |                     |                     |                     |  |                  |                      |                      |                      |                      |  |           |                 |                 |  |
|  | Stormers             | 1                  | Enrique Happ         | 0                  | 0 | 0                    | 1                   | 2 (2)               |                     |                     |  |                  |                      |                      |                      |                      |  |           |                 |                 |  |
|  | Stormers             | 1                  |                      |                    |   |                      |                     |                     |                     |                     |  |                  |                      |                      |                      |                      |  |           |                 |                 |  |
|  | Enrique Happ         | 1                  | 1                    | 2 (3)              |   |                      |                     |                     |                     |                     |  |                  |                      |                      |                      |                      |  |           |                 |                 |  |
|  | Enrique Happ         | 1                  | 1                    | 2 (3)              |   |                      |                     |                     |                     |                     |  |                  |                      |                      |                      |                      |  |           |                 |                 |  |
|  |                      |                    |                      |                    |   |                      |                     |                     |                     |                     |  |                  |                      |                      |                      |                      |  |           |                 |                 |  |

- El equipo que ocupa la primera línea en cada llave abrió la serie como local hasta la fase de cuartos de final, semifinales y final se jugaron en Cochabamba.

### Octavos de final
Para un mejor detalle véase: Octavos de final.
| Equipo 1        | Agr.         | Equipo 2             | Ida | Vuelta |
| --------------- | ------------ | -------------------- | --- | ------ |
| Vaca Díez       | 6–0          | Atlético Bermejo     | 3–0 | 3–0    |
| Deportivo FATIC | 3–1          | CDT Real Oruro       | 0–0 | 3–1    |
| Deportivo JUVA  | 4–2          | Deportivo Cervecería | 2–2 | 2–0    |
| Destroyer's     | 2–1          | Nueva Cliza          | 2–0 | 0–1    |
| García Agreda   | 2–3          | 24 de Septiembre     | 0–0 | 2–3    |
| Mariscal Sucre  | 2–6          | SUR-CAR              | 2–2 | 0–4    |
| A. B. B.        | 2–6          | Libertad Gran Mamoré | 2–2 | 0–4    |
| Stormers        | 2–2 (2–3 p.) | Enrique Happ         | 1–1 | 1–1    |

### Cuartos de final
Para un mejor detalle véase: Cuartos de final.
| Equipo 1       | Agr.         | Equipo 2             | Ida | Vuelta |
| -------------- | ------------ | -------------------- | --- | ------ |
| Vaca Díez      | 3–3 (7–6 p.) | Deportivo FATIC      | 1–1 | 2–2    |
| Deportivo JUVA | 1–2          | Destroyer's          | 1–1 | 0–1    |
| SUR-CAR        | 3–3 (2–4 p.) | 24 de Septiembre     | 2–1 | 1–2    |
| Enrique Happ   | 0–4          | Libertad Gran Mamoré | 0–2 | 0–2    |

### Semifinales
Debido a los conflictos internos del país, sobre todo en el departamento de Santa Cruz, se postergaron las fechas finales del torneo por la Copa Simón Bolívar. El Consejo Superior de la División Aficionados, definió el 15 de noviembre que los últimos partidos de la copa se jueguen en Cochabamba. Esto desde el viernes 18 hasta el jueves 24 de noviembre, jugándose partidos de ida y vuelta en las semifinales y a partido único en la final.
Para un mejor detalle véase: Semifinales.
| Equipo 1         | Agr. | Equipo 2             | Ida | Vuelta |
| ---------------- | ---- | -------------------- | --- | ------ |
| Vaca Díez        | 4–3  | Destroyer's          | 2–0 | 2–3    |
| 24 de Septiembre | 6–8  | Libertad Gran Mamoré | 3–5 | 3–3    |

### Final
Para un mejor detalle véase: Final.
| Equipo 1  | Resultado    | Equipo 2             |
| --------- | ------------ | -------------------- |
| Vaca Díez | 2–2 (4–2 p.) | Libertad Gran Mamoré |

|                                                     |
|                                                     |
| Vaca Díez Campeón 1.er título de Copa Simón Bolívar |

## Play-off de ascenso y descenso indirecto
El último equipo ubicado en la tabla acumulada de la División Profesional, Universitario de Sucre, se enfrentó contra el subcampeón de la Copa Simón Bolívar, Libertad Gran Mamoré.

| Ida; 27 de noviembre, 15:00 | Libertad Gran Mamoré                    | 3:0 (1:0) | Universitario de Sucre | Estadio Gran Mamoré, Trinidad |                            |
|                             | Robles 8' (pen.), 81' (pen.) · Ríos 56' | Reporte   |                        | Árbitro(s): Santiago Silva    | Árbitro(s): Santiago Silva |

| Vuelta; 30 de noviembre, 19:00 | Universitario de Sucre | 0:3 (0:1) (Global 0:6) | Libertad Gran Mamoré         | Estadio Olímpico Patria, Sucre |                          |
|                                |                        | Reporte                | Mendoza 4', 49' · Milano 90' | Árbitro(s): Guido Quenta       | Árbitro(s): Guido Quenta |

|                                              |                                                           |
| Universitario de Sucre · Desciende a la ACHF | Libertad Gran Mamoré · Asciende a la División Profesional |

## Estadísticas

### Goleadores
| Jugador           | Equipo                  | Goles |
| ----------------- | ----------------------- | ----- |
| Thabiso Brown     | CDT Real Oruro          | 12    |
| Fernando Sosa     | Deportivo Cervecería    | 11    |
| Patrick Torelli   | FC Libertad Gran Mamoré | 11    |
| Denilso Fernández | FC Libertad Gran Mamoré | 9     |
| Diego Rivero      | 24 de Septiembre        | 8     |
| Roy Urgel         | FATIC                   | 8     |
| Roberth Quinto    | Nueva Cliza             | 8     |
| Juan Vogliotti    | Destroyers              | 7     |
| Gabriel Ríos      | FC Libertad Gran Mamoré | 7     |
| Óscar Díaz        | Sur-Car                 | 7     |

Fuente: ANF